# 西川あやの おいでよ!クリエイティ部
『西川あやの おいでよ!クリエイティ部』（にしかわあやの おいでよクリエイティぶ）は、2022年4月4日から2024年3月29日まで文化放送で平日の夕方に放送されていたラジオ番組。当時同局のアナウンサーだった西川文野（にしかわ　あやの）が「西川あやの」名義で担当した最初の冠番組で、一部のフロート番組を除いて生放送を実施していた。
放送時間は基本として15:30 - 17:45であったが、2022年度の下半期（日本プロ野球のオフシーズン）のみ、月曜以外の曜日の放送時間を18:45まで延長していた。

## 概要
2017年から2022年にかけて平日の夕方に放送した『斉藤一美 ニュースワイドSAKIDORI!』の放送枠を継承する一方で、番組の路線を一新。「ネガティブをポジティブに変える新しい発想やアイデアを探すこと」をテーマに、番組を部活動になぞらえながら、「『世の中を今よりも住みやすくできるか』について『明るく楽しく』考えていくこと」をコンセプトに掲げていた。このため、放送上はパーソナリティの西川を「マネージャー」、出演者・スタッフやリスナーを「部員」と称していた。
番組タイトルがみずのまいの児童文学書（『クリエイティ部!』）と類似しているが、出版元のポプラ社は「奇跡の相思相愛」として友好的に黙認。みずのも、放送の開始に際して「なにかひとひとねりしたい」と番組側に接触していたという。
また、『ニュースワイドSAKIDORI!』に続いて『ニュース・パレード』（文化放送が制作するNRN向けの全国ニュース番組）を17:00から15分間内包する一方で、17:30頃から10分間『桂宮治のザブトン5』を新たに放送。『ザブトン5』には西川も「西川あやの」名義で出演しているが、NRNに加盟するラジオ局の一部にも配信する関係で、実際には放送の前に収録している。
当番組は2年間にわたって放送されたものの、2024年3月29日（金曜日）をもって終了した。文化放送が自社制作による平日夕方の生ワイド番組を『ニュースワイドSAKIDORI!』のような報道路線へ回帰すべく、翌週（4月1日）から『長野智子アップデート』を新たに放送する方針を立てたことなどによる。『長野智子アップデート』は西日本放送と高知放送（いずれもNRNとJRNのクロスネット局）でも一部の時間帯で放送されているが、文化放送の関東ローカル向け編成では『アップデート』の放送枠を15:30 - 17:00に設定する一方で、『ニュース・パレード』と『桂宮治のザブトン5』を単独番組に移行。『ニュース・パレード』については、当番組には編成していなかった関東ローカル枠を「ニュース・パレード　プラス」というタイトルで復活させたことに伴って、文化放送における放送時間を（西日本放送と高知放送を含む）ネット局より5分長く（17:00 - 17:20に）設定するようになった。
また、西川は「文化放送アナウンサー」という肩書で当番組や『ザブトン5』に出演していたが、職務上はセントラルミュージック（文化放送のグループ会社）から文化放送へ出向していた。実際には当番組の終了後も『ザブトン5』への出演を続けているものの、2018年4月から正社員として在籍していたセントラルミュージックを、2024年4月30日付で退社。これを機に、文化放送における（2015年の入社から3年間の正社員時代を含めた通算で）9年間のアナウンサー生活に終止符を打ったうえで、翌5月1日から「西川あやの」名義のままサンミュージック所属のフリーアナウンサーとして活動している。
なお、当番組では「スタジオ部員」（コメンテーター）のコラムなどを収めた複数の音声コンテンツを、放送期間中からPodcastQRで配信。そのうちの1つである「夜ふかしの読み明かし」は、当番組の終了後（2024年4月以降）も、最新回を収録したうえで毎週水曜日に配信している。さらに、当番組の終了が決まったことを受けて、西川はYouTube上に「西川文野チャンネル」を開設。個人チャンネルではあるが、開設当初は当番組のスタジオで収録された動画を配信していたほか、当番組の「スタジオ部員」も随時登場している。

## 放送時間
2022年度上半期（ナイターイン期間）・2023年度（通年）
- 月曜 - 金曜 15:30 - 17:45
  - 2022年5月5日（木曜日・こどもの日）には、『文化放送スポーツスペシャル 埼玉西武×千葉ロッテ 実況中継』を13:00から編成していたため、中継終了後の16:00から短縮放送を実施した。

2022年度下半期（ナイターオフ期間）
- 月曜 15:30 - 17:45
- 火曜 - 金曜 15:30 - 18:45

## 出演者

### パーソナリティ
- 西川文野（出演期間中は文化放送アナウンサー）
  - 当番組では放送上、「西川あやの」というマイクネームと、「マネージャー」という肩書を使用していた。

### コメンテーター
当番組では放送上、「スタジオ部員」という肩書を使用。
放送終了時点での出演者
- 月曜日：田村亮（ロンドンブーツ1号2号、2024年1月 - ）・山内マリコ（小説家）
- 火曜日：大島育宙（XXCLUB）・バービー（フォーリンラブ）
- 水曜日：石戸諭（ノンフィクション作家、金曜日から移動）・永井玲衣（哲学研究者）
- 木曜日：入山章栄（経営学者）・中田花奈（タレント、プロ雀士）
- 金曜日：重藤暁（演芸学者 笑い屋）・ブルボンヌ（女装パフォーマー）

過去の出演者
- 火曜日→月曜日：青木理（ジャーナリスト、2022年4月5日 - 2023年12月）

### コメンテーター代理
最初に代理を務めた放送日が早い順に記載。当番組では放送上、「特別スタジオ部員」という肩書を用いていた。
- 生島淳（スポーツジャーナリスト：2022年5月30日・8月1日＝重藤の代理）
- 古舘理沙（寄席演芸興行師／コラムライター：2022年6月6日＝同上）
- 柚木麻子（小説家：2022年6月27日＝同上）
- 大島育宙（水曜コメンテーター：2022年7月19日＝バービーの代理）
- 堀井美香（TBSテレビ出身のフリーアナウンサー：2022年7月25日＝重藤の代理）

## タイムテーブル
（この節の出典）
- 15:30　オープニング
- 15:35　放課後ヘッドライン
- 15:46　コメンテーターズ コラム①
  - 月曜日「重藤暁のそれ、古典にありますよ!」
  - 火曜日「青木理の話しておきたいこと」
  - 水曜日「大島育宙のオーシマが推します」
  - 木曜日「中田花奈のこれキテるカナ?」
  - 金曜日「石戸諭の取材放浪記」
- 15:56　交通情報（警視庁）
- 16:00　今日のクリエイティ部
- 16:15　交通情報（警視庁）
- 16:18　コメンテーターズ コラム②
  - 月曜日「山内マリコ 月曜日のつぶやき」
  - 火曜日「しぼりたて! バービージュース」
  - 水曜日「永井玲衣 水曜の哲学者たち」
  - 木曜日「入山章栄の教えて! 入山教授」
  - 金曜日「スナック ブルボンヌ」
- 16:30　ジャパネットたかた ラジオショッピング
- 16:40　ビジネス アップデート
- 16:52　交通情報（警視庁）
- 16:54　天気予報
- 17:00　ニュース・パレード
- 17:15　交通情報（日本道路交通情報センター千葉・神奈川、警視庁）
- 17:17　天気予報（日本気象協会）
- 17:18　SDGsVOICE
- 17:24　今日のクラブ活動
- 17:30　桂宮治のザブトン5
- 17:40　交通情報（警視庁）
- 17:43　エンディング（2022年ナイターオフ月曜日）

2022年ナイターオフ 火曜 - 金曜
- 17:45　延長部分オープニング
- 17:50　ライオンズエキスプレス
- 18:00　クリエイティ部 部室トーク
- 18:15　
  - 水曜日 今旬! いいもの百貨店
  - 木曜日 小倉・IMALUの○○玉手箱
  - 金曜日 旬! SHUN! ピックアップ
- 18:30　箱根駅伝への道（柏原竜二、斉藤一美）
- 18:42　エンディング